# 龙雁新区
龙雁新区是为发展经济而在龙岩市城区东北部划分出来的开发区，设立于2012年3月31日。龙雁新区距离中心城区23公里，区内交通网络发达。有漳龙铁路，省道203线公路，双永高速公路。下辖雁石镇、白沙镇、苏坂乡、万安镇、岩山乡等五个乡镇。

## 地理位置
地处龙岩中心城市东北翼，距龙岩中心城区23公里

## 辖区
辖雁石镇、白沙镇、苏坂乡、万安镇、岩山乡5个乡镇，113个行政村，总面积1346平方公里，户籍人口9.68万人。

## 成立时间
2012年3月21日